# Everard Mercurian
Everard Mercurian (1514 – 1 de agosto de 1580) foi um padre jesuíta belga, quarto superior geral no período de 1572 a 1581.